# Murphysboro Township
Die Murphysboro Township ist eine von 16 Townships im Jackson County im Südwesten des US-amerikanischen Bundesstaates Illinois. Im Jahr 2010 hatte die Murphysboro Township 10.563 Einwohner.

## Geografie
Die Murphysboro Township liegt rund 20 km östlich des Mississippi, der die Grenze zu Missouri bildet. Die Mündung des Ohio an der Schnittstelle der Bundesstaaten Illinois, Missouri und Kentucky befindet sich rund 100 km südlich.
Die Murphysboro Township liegt auf 37°44′14″ nördlicher Breite und 89°19′34″ westlicher Länge und erstreckt sich über 96,02 km².
Die Murphysboro Township liegt im südöstlichen Zentrum des Jackson County und grenzt im Norden an die Somerset Township, im Nordosten an die De Soto Township, im Osten an die Carbondale Township, im Südosten an die Makanda Township, im Süden an die Pomona Township, im Westen an die Sand Ridge Township sowie im Nordwesten an die Levan Township.

## Verkehr
In der Murphysboro Township treffen die Illinois State Routes 13, 127 und 149 zusammen. Alle weiteren Straßen sind County Roads oder weiter untergeordnete und zum Teil unbefestigte Fahrwege.
Durch den Nordwesten der Township führt eine Eisenbahnlinie der Union Pacific Railroad.
Mit dem Southern Illinois Airport befindet sich am nordöstlichen Rand der Murphysboro Township ein Regionalflughafen. Der nächstgelegene größere Flughafen ist der Lambert-Saint Louis International Airport (rund 160 km nordwestlich).

## Demografische Daten
Nach der Volkszählung im Jahr 2010 lebten in der Murphysboro Township 10.563 Menschen in 4564 Haushalten. Die Bevölkerungsdichte betrug 110 Einwohner pro Quadratkilometer. In den 4564 Haushalten lebten statistisch je 2,25 Personen.
Ethnisch betrachtet setzte sich die Bevölkerung zusammen aus 82,6 Prozent Weißen, 12,1 Prozent Afroamerikanern, 0,4 Prozent amerikanischen Ureinwohnern, 1,0 Prozent Asiaten sowie 1,3 Prozent aus anderen ethnischen Gruppen; 2,6 Prozent stammten von zwei oder mehr Ethnien ab. Unabhängig von der ethnischen Zugehörigkeit waren 3,3 Prozent der Bevölkerung spanischer oder lateinamerikanischer Abstammung.
22,2 Prozent der Bevölkerung waren unter 18 Jahre alt, 61,9 Prozent waren zwischen 18 und 64 und 15,9 Prozent waren 65 Jahre oder älter. 51,2 Prozent der Bevölkerung war weiblich.
Das mittlere jährliche Einkommen eines Haushalts lag bei 32.636 USD. Das Pro-Kopf-Einkommen betrug 21.869 USD. 21,2 Prozent der Einwohner lebten unterhalb der Armutsgrenze.

## Ortschaften
Neben Streubesiedlung gibt es in der Murphysboro Township folgende Siedlungen:
Citys
- Carbondale1
- Murphysboro2

Unincorporated Communities
- Mount Carbon
- Poplar Ridge

1 – überwiegend in der Carbondale Township, teilweise in der Makanda Township

2 – teilweise in der Somerset Township